# Jan Rous
Jan Rous (23. srpna 1869, Libkovice pod Řípem – 19. ledna 1950 Jablůnka) byl národopisným pracovníkem, prvním kronikářem obce Bystřička a kronikářem obce Jablůnka.

## Život
Jan Rous se narodil v Libkovicích pod Řípem. Po obecné škole a roudnickém gymnáziu studoval evangelický učitelský ústav v Čáslavi. Po působení na několika školách byl v roce 1901 přeložen na Valašsko. Po vyučování ve Lhotě u Vsetína a Jasence se v roce usadil 1908 v Bystřičce.
Nejprve vedl školní kroniku, v letech 1921–1931 kroniku obecní, které vtiskl osobitý ráz. Kronika byla pro své vysoké kvality často oceňována. Působil také jako knihovník a vzdělavatel v místní organizaci Sokola a jako důvěrník Přípravného komitétu pro zvelebení Valašska. Zastával místo předsedy okresní učitelské jednoty, byl členem okresního školního výboru a na stáří i ředitelem vsetínského muzejního spolku. Stal se zakladatel vlastivědného sborníku Naše Valašsko, spolu s Františkem Táborským a Josefem Válkem. Přispíval do mnoha periodik, mimo jiné do Učitelských listů a Lidových novin. Zasloužil se o objevení lokality, na které ležela zaniklá obec Svojanov. Do kroniky začlenil řadu pověstí, pořekadel a dalšího etnografického materiálu, který získal z vyprávění řady pamětníků. Po svém penzionování se přestěhoval do Jablůnky, kde v letech 1930–1945 působil opět jako kronikář.
Jeho syn Zdeněk Rous (1911–1939) padl jako letecký důstojník na počátku druhé světové války.

## Dílo
- Obec Heršpice u Slavkova, 1928 – spoluautor Emil Pátek, soudně určen autorem Jan Rous
- Valaši v boji za svobodu: ke stopadesátému výročí tolerančního patentu, Lubina, 1931
- Výbor z díla, Bystřička, 2015 — výbor z časopisecky zveřejněných článků a studií, obsahuje i Valaši v boji za svobodu, ISBN 978-80-260-7968-2